# Bernués
Bernués ist ein spanischer Ort in den Pyrenäen in der Provinz Huesca der Autonomen Gemeinschaft Aragonien. Bernués ist ein südwestlich gelegener Ortsteil der Gemeinde Jaca. Das Dorf mit 30 Einwohnern im Jahr 2015 liegt auf 917 Meter Höhe.

## Geschichte
Der Ort wurde im Jahr 992 erstmals urkundlich erwähnt.

## Sehenswürdigkeiten
- Pfarrkirche San Martín aus dem 18. Jahrhundert